# Haploviricotina
Sous-embranchement
Les Haploviricotina sont un sous-embranchement de virus de l’embranchement des Negarnaviricota.

## Liste des classes, ordres et familles
Selon ICTV (5 février 2021) :
- classe des Chunqiuviricetes
  - ordre des Muvirales
    - famille des Qinviridae
- classe des Milneviricetes
  - ordre des Serpentovirales
    - famille des Aspiviridae
- classe des Monjiviricetes
  - ordre des Jingchuvirales
    - famille des Chuviridae

  - ordre des Mononegavirales
    - famille des Artoviridae
    - famille des Bornaviridae
    - famille des Filoviridae
    - famille des Lispiviridae
    - famille des Mymonaviridae
    - famille des Nyamiviridae
    - famille des Paramyxoviridae
    - famille des Pneumoviridae
    - famille des Rhabdoviridae
    - famille des Sunviridae
    - famille des Xinmoviridae
- classe des Yunchangviricetes
  - ordre des Goujianvirales
    - famille des Yueviridae

## Référence biologique
- (en) ICTV : Haploviricotina  (consulté le 5 février 2021)